# Vörösmarty Mihály összes munkái
A Vörösmarty Mihály összes munkái című, szépirodalmi könyvsorozatot 1886-ban adták ki díszes kötésben, igényes nyomdai kivitelben. A köteteket Gyulai Pál rendezte sajtó alá. A sorozat a következő köteteket tartalmazta:
- I.: Lyrai és vegyes költemények
- II.: Epikai költemények
- III–V.: Drámai költemények
- VI.: Beszélyek és regék, Nyelv és irodalom
- VII.: Dramaturgiai lapok, Élet és politika
- VIII.: Vegyes maradványok, Ifjúkori kísérletek, Drámai költemények